# Либерман, Луис
Луис Либерман Гинсбург (исп. Luis Liberman Ginsburg; род. 1 августа 1946, Сан-Хосе, Коста-Рика) — политик, вице-президент Коста-Рики, доктор экономики, профессор.
Баллотировался совместно с кандидатом Лаурой Чинчилья. Избраны после первого тура голосования 7 февраля 2010 года.
Луис Либерман родился в семье Рудольфо Либермана Шлезингера и Блюмы Гинсбург, эмигрировавших с семьёй в Коста-Рику из Ценсбахово (Польша) перед приходом нацистов. Его дед был первым моэлем в небольшой еврейской общине Коста-Рики.
4 декабря 1974 года Луис женился на Патриции Лотерштейн, у них трое детей — Вивиан, Сэм и Марк Либерман Лотерштейн.
Профессор Университета штата Иллинойс. Преподает экономику в Университете Коста-Рики. Работает также в банковской сфере.